# Inge Thun
Pour les articles homonymes, voir Thun (homonymie).
Inge Thun, né le 17 juin 1945 à Drammen et mort le 15 février 2008 dans la même ville, est un gardien de football et de bandy norvégien. Il a joué toute sa carrière, dans les deux sports, avec le club de sa ville natale, le Strømsgodset IF.

## Palmarès

### Football
- Champion de Norvège en 1970
- Vainqueur de la coupe de Norvège en 1969, 1970 et 1973

### Bandy
- Champion de Norvège à six reprises
- Vice-champion du monde en 1965 avec l'équipe nationale de bandy